# Wilhelm Kopp (Admiral)
Wilhelm Kopp (* 22. März 1882 in Wellerswalde, Sachsen; † 17. September 1963 in Hamburg) war ein deutscher Marineoffizier, zuletzt Konteradmiral der Kriegsmarine.

## Leben
Kopp trat am 10. April 1899 als Seekadett in die Kaiserliche Marine ein. Nach der Grundausbildung wurde er am 10. April 1900 zum Fähnrich zur See und am 27. September 1902 zum Leutnant zur See befördert. Am 21. März 1905 wurde Kopp Oberleutnant zur See und am 16. Juni 1909 Kapitänleutnant. In dieser Zeit tat Kopp Dienst in verschiedenen Funktionen an Land und auf See.
Am 7. Januar 1913 reiste Kopp zusammen mit seiner Frau und seinem Sohn nach Tsingtau in der deutschen Kolonie Kiautschou. Die Überfahrt auf dem Dampfer Königin Luise dauerte bis zum 18. Februar. Kopp war in Tsingtau dann Chef der 1. Kompanie der Matrosenartillerieabteilung „Kiautschou“. Bei der Mobilmachung zum Ersten Weltkrieg kommandierte Kopp gleichzeitig des Fort Huitschuenhuk während der Belagerung von Tsingtau. Nach der Eroberung Tsingtaus durch japanische Streitkräfte kam er im November 1914 in japanische Kriegsgefangenschaft und wurde nach Japan gebracht. Im Dezember 1919 wurde Kopp entlassen und kehrte am 18. April 1920 nach Deutschland zurück. Am 30. Januar wurde er zum Korvettenkapitän befördert, das Patent trug das Datum 26. April 1917. Von 1920 bis 1924 war Kopp dann Sportoffizier beim Stab der Marinestation der Nordsee. Am 1. November 1923 erfolgte die Beförderung zum Fregattenkapitän. 1924 kam Kopp als Lehrer an eine der Marineschulen, wurde am 1. April 1926 zum Kapitän zur See befördert und am 30. September 1926 verabschiedet.
Am 1. Oktober 1936 wurde er als E-Offizier reaktiviert und tat bis 1941 Dienst als Kommandeur der Wehrbezirkskommandos Stade und Hamburg IV. Von Juni bis November 1941 war Kopp Kommandant der Seeverteidigung R (Leningrad, Nordrussland) und anschließend Kommandant der Seeverteidigung Ukraine. Am 1. Februar 1942 wurde er zum Konteradmiral befördert. Im Januar 1943 wurde Kopp noch kurzzeitig Kommandant der Seeverteidigung Loire-Gironde in St. Nazaire. Er wurde im April 1943 zur Verfügung des Oberkommandos der Marine gestellt und am 30. Juni 1943 verabschiedet. Danach lebte er bis zu seinem Tod in Hamburg.